# Manuel Bernárdez
Manuel Bernárdez Filgueira, nacido en Villagarcía de Arosa en 1867 y fallecido en Montevideo en 1942, fue un periodista, diplomático y editor uruguayo de origen gallego.

## Trayectoria
Hijo de Juan Ramón Bernárdez y Dolores Filgueira. Con seis años abandonó Vilagarcía de Arousa y se trasladó a Arapey, al norte de Uruguay. Obtuvo la nacionalidad uruguaya poco después de la mayoría de edad.
No fue a la escuela, se formó en la casa. En la infancia escribió poesía y prosa, publicó su primer trabajo Confidencias a una joven amiga a los dieciocho años. En las siguientes tres décadas, trabajó en diversas editoriales y periódicos nacionales e internacionales. Se casó con Carmen Martínez-Thédy en 1894, con quien tuvo cuatro hijos.
En 1898 se convirtió en editor de El Diario en Buenos Aires; después viajó a Brasil y escribió el libro De Buenos Aires al Iguazú. Entre 1904 y 1905, Bernárdez escribió sobre Argentina, comentando su desarrollo económico: Viajes por la República Argentina, Lannación en marcha, Jornadas del progreso argentino, hacia las cumbres.
En 1910 se trasladó a Brasil en calidad de cónsul de Uruguay, y fue ministro de su país en 1916. Murió en 1942 en Montevideo.

## Obra
- Claros de luna, 1886.
- Memorias de campo, 1887.
- Ave, Maria!.
- La muerte de Artigas, 1891.
- El Tratado de la Asunción, 1894.
- De Buenos Aires al Iguazú, 1901.
- El Brasil, su vida su trabajo, su futuro: itinerario periodístico, 1908.
- Aspectos ejemplares de la nueva Bélgica : las grandes patrias chicas : páginas de una memoria, 1928.
- Política y Moneda, 1931.
- Tambos y Rodeos.